# Cryptodrassus liyanicus
Espèce
Cryptodrassus liyanicus est une espèce d'araignées aranéomorphes de la famille des Gnaphosidae.

## Distribution
Cette espèce est endémique de la province de Bouchehr en Iran,. Elle se rencontre vers Asaluyeh.

## Description
La femelle holotype mesure 6,40 mm.

## Systématique et taxinomie
Cette espèce a été décrite par Zamani et Marusik en 2024.

## Étymologie
Son nom d'espèce lui a été donné en référence au lieu de sa découverte, Liyan.

## Publication originale
- Zamani, Esyunin, Mikhailov & Marusik, 2024 : « New data on the spider fauna of Iran (Arachnida: Araneae), part XI. » Journal of Insect Biodiversity and Systematics, vol. 10, no 2, p. 285-309.